# Ammothella monotuberculata
Ammothella monotuberculata is een zeespin uit de familie Ammotheidae. De soort behoort tot het geslacht Ammothella. Ammothella monotuberculata werd in 1987 voor het eerst wetenschappelijk beschreven door Hong & Kim. 